# Antoni Costa i Blasi
Antoni Costa i Blasi va ser un polític manresà.
Va ser membre de la Junta de Govern Republicana Provisional de Manresa, del 14 d'abril de 1931, i regidor i president de la Comissió de Places i Mercats del primer ajuntament republicà (1931). Presidí la Creu Roja de Manresa durant tot el període republicà, i el 1933 hi impulsà la creació de la secció Creu Roja Joventut. Fou depurat per les autoritats franquistes. Això no obstant, l'any 1940, li fou lliurada la medalla d'or de l'entitat. Promogué diversos actes per tal de recaptar fons per tal de millorar la penosa situació econòmica de l'Hospital de Sant Andreu de Manresa.